# Поляна (станция, Воронежка област)
Поляна (на руски: Поляна) е железопътна станция в Поворински район на Воронежка област на Русия.
Влиза в състава на селището от селски тип Рождественское.

## Население
| 2010 |
| ---- |
| 36   |